# Melody of Certain Damaged Lemons
Melody of Certain Damaged Lemons est le cinquième album studio de Blonde Redhead, sorti le 6 juin 2000 sur le label Touch and Go Records,,.
Le morceau For the Damaged Coda est utilisé dans l'épisode 10 de la première saison, l'épisode 7 de la troisième saison, et l'épisode 10 de la cinquième saison, de la série animée Rick et Morty.

## Titres
| No  | Titre                               | Durée |
| --- | ----------------------------------- | ----- |
| 1.  | Equally Damaged                     | 0:40  |
| 2.  | In Particular                       | 6:05  |
| 3.  | Melody of Certain Three             | 3:53  |
| 4.  | Hated Because of Great Qualities    | 4:42  |
| 5.  | Loved Despite of Great Faults       | 4:12  |
| 6.  | Ballad of Lemons                    | 1:54  |
| 7.  | This Is Not                         | 4:50  |
| 8.  | A Cure                              | 5:23  |
| 9.  | For the Damaged                     | 3:02  |
| 10. | Mother                              | 2:08  |
| 11. | For the Damaged Coda (piste cachée) | 2:37  |

## Musiciens
- Simone Pace – membre du groupe
- Kazu Makino – membre du groupe
- Amedeo Pace – membre du groupe
- Toby Christensen - piano sur les pistes 5, 8, 9 et 11.
- Guy Picciotto – producteur
- Ryan Hadlock – producteur, ingénieur du son
- Brad Zeffren – second ingénieur du son
- Howie Weinberg – enregistrement